# Campeonato da Sérvia de Ciclismo em Estrada
Os Campeonatos da Sérvia de Ciclismo em Estrada são organizados anualmente desde o ano de 2000 para determinar o campeão ciclista da Sérvia de cada ano, na modalidade.
Devido a aos acontecimentos do país entre 2000 e 2002 teve o nome de Campeonatos da Jugoslávia de Ciclismo em Estrada; depois, de 2003 a 2006, Campeonatos da Sérvia e Montenegro de Ciclismo em Estrada. Finalmente, a partir de 2007, a corrida se centra unicamente nos ciclistas da Sérvia.

## Palmares

### Campeonato da Jugoslávia / Sérvia e Montenegro
| Ano  | Campeão              | Segundo              | Terceiro          |
| 2000 | Saja Gajicić         | Aleksandar Nikačević | Mikoš Rnjaković   |
| 2001 | Mikoš Rnjaković      | Ivan Stević          | Mico Brković      |
| 2002 | Aleksandar Nikačević | Saja Gajicic         | Ivan Stević       |
| 2003 | Ivan Stević          | Nebojša Jovanović    | Mico Brković      |
| 2004 | Nebojša Jovanović    | Mikoš Rnjaković      | Goran Smelcerović |
| 2005 | Ivan Stević          | Radisa Cubrić        | Predrag Prokić    |
| 2006 | Ivan Stević          | Žolt Der             | Nebojša Jovanović |

### Campeonato da Sérvia
| Ano  | Campeão             | Segundo              | Terceiro          |
| 2007 | Žolt Der            | Dragan Spasić        | Predrag Prokić    |
| 2008 | Predrag Prokić      | Nebojša Jovanović    | Esad Hasanović    |
| 2009 | Ivan Stević         | Esad Hasanović       | Nebojša Jovanović |
| 2010 | Žolt Der            | Goran Smelcerović    | Dorde Jovanović   |
| 2011 | Žolt Der            | Esad Hasanović       | Nikola Stefanović |
| 2012 | Nikola Kozomara     | Svetislav Blagojevic | Goran Smelcerović |
| 2013 | Ivan Stević         | Marko Danilovic      | Bojan Djurdjic    |
| 2014 | Miloš Borisavljević | Ivan Stević          | Nebojša Jovanović |
| 2015 | Ivan Stević         | Miloš Borisavljević  | Gabor Kazsa       |
| 2016 | Nikola Kozomara     | Nebojša Jovanović    | Dejan Marić       |
| 2017 | Dušan Kalaba        | Goran Antonijević    | Milan Dragojević  |